# Helmut Rothemund
Helmut Rothemund (né le 31 mars 1929 à Rehau et mort le 27 juin 2004 à Munich) est un homme politique allemand du SPD.

## Biographie
Rothemund est né en 1929 dans une famille de peintres sur porcelaine. Il est enrôlé dans le service militaire en 1945. Après une brève période comme prisonnier de guerre, il est diplômé du lycée en 1948.
Il obtient son diplôme en droit à Erlangen en 1954 avec un doctorat en droit. En 1956, il obtient un poste au ministère de la Justice de l'État de Bavière. La même année, il est le chef de liste du SPD aux élections de district, et en 1958, en tant que plus jeune administrateur de district de Bavière à l'époque, il remporte l'élection dans l'arrondissement de Rehau (qui fait maintenant partie de l'arrondissement d'Hof).
Rothemund est membre du Landtag de Bavière de 1962 à 1992. De 1970 à 1976 et de 1986 à 1992, il est vice-président du Landtag. Dans l'intervalle, il est responsable du groupe parlementaire SPD. En 1977, il succède à Hans-Jochen Vogel en tant que président du SPD Bavière et occupe ces fonctions jusqu'en 1985. Aux élections régionales de Bavière en 1978 et 1982, Rothemund se présente comme le meilleur candidat de son parti. de 1989 à 1998, il est un disciple de Volkmar Gabert président de l'Académie Georg von Vollmar.

## Honneurs
- 1973: Chevalier de l'ordre du Mérite de la République fédérale d'Allemagne
- Commandeur (1978) , grand officier (1983) de l'ordre du Mérite de la République fédérale d'Allemagne
- Médaille de la constitution bavaroise (1984)